# Winthemia candida
Winthemia candida är en tvåvingeart som beskrevs av Louis-Paul Mesnil 1977. Winthemia candida ingår i släktet Winthemia och familjen parasitflugor.
Artens utbredningsområde är Madagaskar. Inga underarter finns listade i Catalogue of Life.